# Aparência
Aparência é o aspecto ou aquilo que se mostra superficialmente ou à primeira vista.

## Idealismo
A relação entre aparência e realidade pode ser problematizada, pois é argumentável que só temos acesso a como as coisas aparecem, e nada do que aparece diz como as coisas são em si mesmas.
Por exemplo, a cada pessoa que está ao redor de uma mesa retangular, seu tampo aparece com um formato diferente. O lado mais próximo parece maior, o lado mais distante parece menor. A cada um parece que as bordas laterais do tampo formam uma linha que se encontra em um ponto distante (perspectiva). No entanto, a mesa tem um formato único, que não se modifica com nosso movimento, e que não muda por haver alguém observando. E as linhas das suas laterais são paralelas, não se encontram em um ponto distante. Assim, a mesa real não é como aparece, e o que aparece não é o que a mesa é. 

## Realidade
A relação entre aparência e realidade não é problemática, pois a aparência ou fenômeno é a apresentação das coisas a nós. Ao aparecerem a nós, as coisas se apresentam, de modo que, havendo aparência, usualmente há algo que aparece. As coisas podem se apresentar diretamente, ou através de indícios ou sintomas, ou pode ser apresentada uma propriedade que a coisa não tem.